# Rogaland
Rogaland is een provincie van Noorwegen grenzend aan Vestland, Vestfold og Telemark en Agder.
Rogaland beslaat 9325 km² en heeft 479.892 inwoners (2010). De provincie ligt aan de zuidwestkust, met inhammen en eilanden. Het belangrijkste eiland is Karmøy. Boknafjorden is de grootste baai.
Enkele plaatsen in Rogaland: Stavanger (provinciehoofdstad), Sandnes, Haugesund, Sola.

## Gemeenten
| 1. Bjerkreim 2. Bokn 3. Eigersund 4. Finnøy* 5. Forsand* 6. Gjesdal 7. Hå 8. Haugesund 9. Hjelmeland 10. Karmøy 11. Klepp 12. Kvitsøy 13. Lund | 1. Randaberg 2. Rennesøy* 3. Sandnes 4. Sauda 5. Sokndal 6. Sola 7. Stavanger 8. Strand 9. Suldal 10. Time 11. Tysvær 12. Utsira 13. Vindafjord |  | Gemeenten in Rogaland |

 Forsand (bij Sandnes) en Finnøy en Rennesøy (bij Stavanger) per 1-1-2020 opgeheven 

## Fjorden
- Boknafjord
- Lysefjord

Bjerkreim · Bokn · Eigersund · Gjesdal · Hå · Haugesund · Hjelmeland · Karmøy · Klepp · Kvitsøy · Lund · Randaberg · Sandnes · Sauda · Sokndal · Sola · Stavanger · Strand · Suldal · Time · Tysvær · Utsira · Vindafjord

Fylker van Noorwegen